# Rhodinicola elongata
Rhodinicola elongata är en kräftdjursart som beskrevs av Levinsen 1878. Rhodinicola elongata ingår i släktet Rhodinicola, och familjen Clausiidae. Arten är reproducerande i Sverige.